# Nate Robinson
Pour les articles homonymes, voir Robinson.
Nathaniel Cornelius "Nate" Robinson, né le 31 mai 1984 à Seattle dans l'État de Washington, est un joueur américain de basket-ball. Il mesure 1,75 m et joue au poste de meneur.

## Carrière en NBA

### Knicks de New York (2005 - février 2010)
Nate Robinson est choisi en 21e position lors de la draft 2005, les Suns de Phoenix l'engagent avant de l'échanger avec Quentin Richardson contre Kurt Thomas et un autre rookie, Dijon Thompson, aux Knicks de New York.
Durant sa première saison en NBA, lors de la saison 2005-2006, il est le deuxième plus petit joueur de l'histoire de la NBA à remporter le concours de dunks, Slam Dunk Contest, derrière Spud Webb, qui ne mesure que 1,70 mètre.
Durant cette saison, il marque en moyenne 9,3 points par rencontre pour 21,4 minutes de jeu. À la suite de cette saison, il participe à la Summer League avec son équipe.
Le 16 décembre 2006, il est l'un des principaux protagonistes de la bagarre qui a éclaté lors du match entre les Knicks et les Nuggets de Denver.
En 2007, il remet son titre du Slam Dunk Contest en jeu mais échoue en finale face à Gerald Green, joueur des Celtics de Boston.
Durant la saison 2007-2008, il termine avec des moyennes de 12,7 points par match et le meilleur marqueur de son équipe sur dix matchs. Le 8 mars 2008, il établit son record de points en carrière avec 45 unités lors de la défaite des Knicks en prolongation 114 à 120 contre le Trail Blazers de Portland.
Nate Robinson obtient son second trophée du Slam Dunk Contest lors de l'édition de 2009 grâce notamment à un dunk spectaculaire en sautant au-dessus de l'ancien champion en titre Dwight Howard.
Puis, le 13 février 2010, il remporte son troisième concours de dunk face à DeMar DeRozan et devient le premier joueur à réaliser cette performance dans l'histoire du concours, devançant les doubles vainqueurs : Michael Jordan (1987-1988), Dominique Wilkins (1985-1990), Harold Miner (1993-1995) et Jason Richardson (2002-2003). Plus tard Zach Lavine (2015-2016) réalisera lui aussi un doublé.

### Celtics de Boston (février 2010 - février 2011)

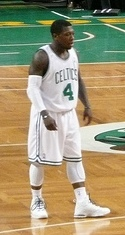
Robinson en avril 2010.

Le 18 février 2010, il quitte les Knicks de New York pour les Celtics de Boston dans un échange à cinq joueurs. Marcus Landry rejoint ainsi les Celtics alors que Eddie House, Bill Walker et J. R. Giddens font le chemin inverse.
Robinson joue 26 matchs avec les Celtics et qu'il termine avec des moyennes de 6,5 points en 14,7 minutes par match.
Malgré son temps de jeu limité durant les playoffs NBA 2011 avec les Celtics, il apporte sa contribution lors du match 6 de la finale de la conférence Est contre le Magic d'Orlando où il marque l'ensemble de ses treize points dans le deuxième quart-temps.

### Thunder d'Oklahoma City (février 2011 - décembre 2011)
Le 24 février 2011, avec son coéquipier Kendrick Perkins il rejoint la franchise du Thunder d'Oklahoma City en échange de Jeff Green et Nenad Krstic.
Le 24 décembre 2011, il est coupé par Oklahoma. Il se retrouve libre sur le marché des joueurs en compagnie d'Eddie House, coupé, le même jour par le Heat de Miami.

### Warriors de Golden State (janvier 2012 - 2012)
Le 4 janvier 2012, il s'engage pour les Warriors de Golden State. Le 10 janvier 2012, en l'absence de Stephen Curry, Robinson marque 24 points et contribue à la victoire des Warriors après une prolongation 111 à 106 contre le Heat de Miami.
Il termine la saison 2011-2012 avec des moyennes de 11,2 points, 4,5 passes décisives et 2 rebonds en 51 matchs disputés.
À la fin de la saison, il n'est pas conservé par les Warriors malgré ses bonnes performances.

### Bulls de Chicago (2012 - 2013)
Le 31 juillet 2012, il s'engage alors avec les Bulls de Chicago.
Il réalise de très bonnes performances avec sa nouvelle équipe, participant aux 82 matchs de la saison régulière, il débute même 23 matchs comme titulaire (son deuxième plus grand total après sa saison rookie) pour un temps de jeu de 25,4 minutes. Il est très bon tout le long de l'année compensant en partie l'absence de Derrick Rose. Le 4 février 2013, il est élu joueur de la semaine avec des moyennes de 17,8 points, 6,8 passes et 2,5 interceptions par match. Il réalise même une superbe fin de saison avec 16,5 points de moyenne à 42 % de réussite à 3 points.
Au terme de la saison régulière, les Bulls de Chicago finissent cinquième de la conférence Est et doivent donc affronter les Nets de Brooklyn au premier tour des playoffs. Le 27 avril, lors du quatrième match de la série, alors que les Bulls de Chicago mènent 2-1, Nate Robinson réussit un gros match pour permettre au Bulls de mener 3-1. Il inscrira notamment 34 points à 60 % de réussite aux tirs dont 12 points d'affilée dans le quatrième quart temps pour remonter un déficit de 14 points et finalement remporter le match après trois prolongations.
Le 27 avril 2013, il marque 34 points lors du match 4 du premier tour des playoffs NBA 2013 contre les Nets de Brooklyn, avec notamment douze points de suite de sa part en 1 minute 42 secondes sans que les Nets ne marquent, et est proche de rattraper les 14 points de retard qu'avaient les Bulls. Les Bulls gagnent ce match après trois prolongations.

### Nuggets de Denver (2013 - 2015)
Le 22 juillet 2013, il signe pour deux ans aux Nuggets de Denver. Il décide de porter le numéro 10 en hommage au footballeur Lionel Messi du fait que son numéro 2 préféré a été retiré chez les Nuggets en hommage à Alex English.
Le 21 octobre 2013, il écope d'une amende de 10 000 dollars pour avoir poussé dans le dos le pivot du Thunder d'Oklahoma City, Steven Adams. Le 29 novembre 2013, après la victoire des siens contre les Knicks de New York, il déclare que les arbitres le détestent. À la suite de ces déclarations, le 6 décembre 2013, il écope d'une amende de 25 000 dollars pour avoir publiquement critiqué les officiels.
En janvier 2014, il affirme qu'il aimerait devenir le premier joueur à jouer pour toutes les équipes NBA,,. Le 31 janvier 2014, il se blesse au genou lors de la défaite des siens contre les Raptors de Toronto. Il s'agit d'une rupture des ligaments croisés ce qui met fin à sa saison.
Le 23 juin 2014, il exerce l'option de joueur sur son contrat et reste donc avec les Nuggets pour la saison 2014-2015.
Le 13 janvier 2015, il est transféré chez les Celtics de Boston en échange de Jameer Nelson. Deux jours plus tard, il est coupé par les Celtics sans avoir joué un match pour eux.

### Clippers de Los Angeles (Mar.2015)
Le 7 mars 2015, il signe un contrat de dix jours avec les Clippers de Los Angeles. Le 17 mars, il signe un second contrat de dix jours. A cause d'une blessure, il n'est pas conservé par les Clippers après la fin de son second contrat de dix jours. Il dispute neuf rencontres avec les Clippers et marque 5,1 points en moyenne par match.

### Pelicans de New Orleans (oct. 2015)
En octobre 2015, durant la présaison 2015-2016, il signe un contrat d'un an, non-garanti, au minimum vétéran avec les Pelicans de La Nouvelle-Orléans, il ne joue que deux matchs.

### Hapoel Tel Aviv (2016)
Agent libre depuis plusieurs mois, Robinson voulait tenter sa chance en NFL mais décide finalement de signer en Israël à l'Hapoel Tel Aviv.

## Style de jeu
Nate Robinson est un des joueurs les plus spectaculaires de la NBA. Il possède à son actif plusieurs actions d'éclat comme un contre sur Yao Ming qui mesure 2,29 mètres, Shaquille O'Neal et plus récemment, lors des playoffs 2013, sur LeBron James. Il est aussi, malgré sa relative petite taille, un dunkeur spectaculaire avec 1 mètre et 10 cm de détente verticale (43,5 Pouces). En effet, il participe aux concours de dunk des All-Star Game 2006, 2007, 2009 et 2010. Il ne remporte pas celui de 2007 mais sort vainqueur des trois autres.

## Particularités
Nate Robinson, tout comme Allen Iverson, a la particularité d'avoir joué au basket-ball et au football américain durant ses années high school. Il obtient ainsi le titre de Seattle Times Class AAA state player of the year dans les deux sports. C'est à partir de sa seconde année universitaire, ou sophomore, qu'il privilégie le basket-ball. Il présente également des qualités athlétiques qui lui permettent de terminer second du championnat de l'état sur la distance du 110 mètres haies.
En 2020, Nate Robinson s'est aussi essayé à la boxe, lors d'un combat exhibition en marge du retour de Mike Tyson. Lors de ce combat, Robinson fut mis KO dès la deuxième reprise par Jake Paul, son adversaire.

## Clubs successifs
- 2004-2005 :  Huskies de Washington (NCAA).
- 2006-2010 :  Knicks de New York.
- 2010-2011 :  Celtics de Boston.
- 2011-2012 :  Thunder d'Oklahoma City.
- 2012 :  Warriors de Golden State.
- 2012-2013 :  Bulls de Chicago.
- 2013-2015 :  Nuggets de Denver.
- 2015 :  Clippers de Los Angeles.
- 2015-2016 :  Pelicans de La Nouvelle-Orléans.
- 2016 :  Hapoël Tel-Aviv
- 2018 :  Homenetmen Beyrouth

## Palmarès
- Finales NBA en 2010 contre les Lakers de Los Angeles avec les Celtics de Boston.
- Champion de la Conférence Est en 2010 avec les Celtics de Boston.
- Vainqueur du Slam Dunk Contest en 2006, 2009 et en 2010[21].

## Records sur une rencontre en NBA
Les records personnels de Nate Robinson en NBA sont les suivants, :
| Type de statistique        | Saison régulière | Saison régulière          | Saison régulière | Playoffs | Playoffs         | Playoffs      |
| Type de statistique        | Record           | Adversaire                | Date             | Record   | Adversaire       | Date          |
| -------------------------- | ---------------- | ------------------------- | ---------------- | -------- | ---------------- | ------------- |
| Points                     | 45               | Trail Blazers de Portland | 8 mars 2008      | 34       | Nets de Brooklyn | 27 avril 2013 |
| Paniers marqués            | 18               | @ Hawks d'Atlanta         | 1er janvier 2010 | 14       | Nets de Brooklyn | 27 avril 2013 |
| Paniers tentés             | 28               | 2 fois                    | 2 fois           | 23       | Nets de Brooklyn | 27 avril 2013 |
| Paniers à 3 points réussis | 8                | Trail Blazers de Portland | 22 mars 2007     | 4        | @ Heat de Miami  | 15 mai 2013   |
| Paniers à 3 points tentés  | 13               | @ Bucks de Milwaukee      | 7 avril 2007     | 8        | @ Heat de Miami  | 6 mai 2013    |
| Lancers francs réussis     | 15               | Pacers de l'Indiana       | 23 février 2009  | 8        | @ Heat de Miami  | 6 mai 2013    |
| Lancers francs tentés      | 19               | Pacers de l'Indiana       | 23 février 2009  | 10       | @ Heat de Miami  | 6 mai 2013    |
| Rebonds offensifs          | 5                | 3 fois                    | 3 fois           | 3        | @ Heat de Miami  | 15 mai 2013   |
| Rebonds défensifs          | 8                | @ Bucks de Milwaukee      | 21 novembre 2008 | 5        | Heat de Miami    | 10 mai 2013   |
| Rebonds totaux             | 10               | 3 fois                    | 3 fois           | 6        | Heat de Miami    | 10 mai 2013   |
| Passes décisives           | 15               | @ Clippers de Los Angeles | 11 février 2009  | 9        | @ Heat de Miami  | 6 mai 2013    |
| Interceptions              | 5                | 5 fois                    | 5 fois           | 2        | 6 fois           | 6 fois        |
| Contres                    | 3                | Bobcats de Charlotte      | 28 janvier 2013  | 1        | 3 fois           | 3 fois        |
| Balles perdues             | 7                | 6 fois                    | 6 fois           | 4        | 3 fois           | 3 fois        |
| Minutes jouées             | 52               | Trail Blazers de Portland | 8 mars 2008      | 47       | @ Heat de Miami  | 15 mai 2013   |

- Double-double : 10
- Triple-double : 0

## Salaires
| Année       | Équipe                   | Salaire      |
| ----------- | ------------------------ | ------------ |
| 2005-2006   | Knicks de New York       | 1 102 680 $  |
| 2006-2007   | Knicks de New York       | 1 185 480 $  |
| 2007-2008   | Knicks de New York       | 1 268 160 $  |
| 2008-2009   | Knicks de New York       | 2 020 179 $  |
| 2009-2010   | Celtics de Boston        | 4 000 000 $  |
| 2010-2011   | Thunder d'Oklahoma City  | 4 200 000 $  |
| 2011-2012*  | Thunder d'Oklahoma City  | 4 500 000 $  |
| 2011-2012*  | Warriors de Golden State | 983 307 $    |
| 2012-2013   | Bulls de Chicago         | 1 146 337 $  |
| 2013-2014   | Nuggets de Denver        | 2 016 000 $  |
| Total Gains | Total Gains              | 22 422 143 $ |
| 2014-2015   | Nuggets de Denver        | 2 106 720 $  |

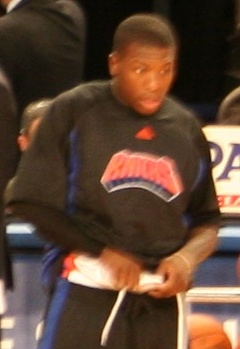
Nate Robinson en décembre 2007.

Note : * En 2011, le salaire moyen d'un joueur évoluant en NBA est de 5 150 000 $.

## Vie privée
Robinson est le fils de Jacque Robinson, ancien joueur de football américain pour les Huskies qui a reçu le titre de MVP du Rose Bowl en 1982 et de l'Orange Bown en 1985, et de Renee Busch, tenait un salon de beauté à Seattle. Il est aussi le cousin de l'arrière des 76ers de Philadelphie, Tony Wroten.
Il a deux garçons, Nahmier et Nyale Cameron, ainsi qu'une fille, Navyi Caiann, née le 16 juillet 2006.